# Доктор Ху (специјали 2023)
Специјали британске научнофантастичне серије Доктор Ху из 2023. године су низ од три специјалне епизоде које су емитоване у част 60. годишњице програма. Специјале је написао Расел Т. Дејвис и они су означили почетак његовог другог мандата на месту шоуранера пошто је ту улогу обављао од почетка оживљавања серије 2005. до одласка 2010. године. Специјали су емитовани од 25. новембра до 9. децембра 2023. на каналу BBC One у Уједињеном Краљевству и Ирској, као и на платформи Disney+ у иностранству.
Дејвид Тенант и Кетрин Тејт вратили су се у серију у част 60. годишњице. Тенант је тумачио улогу Четрнаестог Доктора, а претходно је глумио Десетог, док је Тејтова поновила улогу Доне Нобл. Миријам Марголис и Нил Патрик Харис су гостовали као глас Мипа и Творац Играчака, док су остатак глумачке екипе чинили Џеклин Кинг, Карл Колинс, Бернард Крибинс (у својој последњој улози), Џема Редгрејв и Бони Ленгфорд, као и новопридошлице Рут Медли, Јасмин Фини и Шути Гатва, а потоњи је дебитовао као Петнаести Доктор, који ће се појављивати у четрнаестом серијалу.
Специјале је водио Дејвис као главни сценариста и извршни продуцент у својим првим епизодама од свог повратка у серију. Они су претходили и најављени су уз четрнаести серијал. Оба су најављена Дејвисовим повратком у серију за 60. годишњицу и „касније серијале”. Три специјала режирали су Рејчел Талалеј, Том Кингсли и Чања Батон. Снимање је трајало између маја и јула 2022, а продукција се преселила из студија Roath Lock у студио Wolf када је компанија Bad Wolf постала копродуцент серије. Мноштво нових Доктор Ху медија и поновних издања пратили су специјале поводом годишњице.

## Улоге

### Главне
- Дејвид Тенант као Четрнаести Доктор
- Кетрин Тејт као Дона Нобл

### Гостујуће
- Бернард Крибинс као Вилфред Мот (специјал 2)
- Бони Ленгфорд као Мел Буш (специјал 3)
- Шути Гатва као Петнаести Доктор (специјал 3)

## Епизоде
| Бр. еп. (укупно) | Бр. еп. (у сезони) | Наслов          | Редитељ        | Сценариста                                                        | Премијера          | Гледаност у Британији (милиони) |
| --- | ------------------ | --------------- | -------------- | ----------------------------------------------------------------- | ------------------ | ------------------------------- |
| 176 | 1                  | „Звездана звер” | Рејчел Талалеј | Према причи: Пата Милса и Дејва Гибонса Сценарио: Расел Т. Дејвис | 25. новембар 2023. | 7,61                            |
| Четрнаести Доктор налеће на Дону Нобл и њену породицу, а свемирски брод се руши на Лондон. На састанку са научницом UNIT-а Ширли Ен Бингам, Доктор се пита зашто подсећа на своју десету инкарнацију и зашто се судбина приближава Дони. Донина ћерка Роуз наилази на крзненог ванземаљца по имену Мип и сакрива га у шупи, али Дона га открива баш када је Доктор стигао у њену кућу. Утврђено је да је Мипова доброћудна природа била само маска и он је, у ствари, мегаломан, могући диктатор, чији ће брод уништити Лондон ако му се дозволи да полети. Доктор је приморан да пробуди Донина сећања како би зауставио Мипов брод. Дона не умире због Роузиног рођења; Дона јој је пренела део метакризе, што је чини мање опасном за обе. Мип је заробљен, а Дона и Роуз избацују метакризу из својих тела. Доктор предлаже да он и Дона посете Вилфреда, али новоуређени ТАРДИС се квари и дематеријализује се. |                    |                 |                |                                                                   |                    |                                 |
| 177 | 2                  | „Плава дивљина” | Том Кингсли    | Расел Т. Дејвис                                                   | 2. децембар 2023.  | 7,14                            |
| ТАРДИС слеће на свемирски брод на рубу познатог универзума. Осећајући непријатељску акцију, ТАРДИС се дематеријализује, остављајући Доктора и Дону који почињу да истражују брод, проналазећи га напуштеног. Након лоцирања моста, суочавају се са паром непознатих ентитета изван познатог универзума, који узимају форме несавршених копија Доктора и Доне. Након низа интеракција, Доктор схвата да створења покушавају да их искористе као начин да стигну до познатог универзума, и да уче тако што приморавају своје мете да делују брзо и импулсивно. Откривају да је капетанка брода покренуо изузетно одложену секвенцу самоуништења пре него што се убила како би спречила ентитете да преузму контролу над бродом. Доктор убрзава секвенцу самоуништења, а ТАРДИС се враћа, дозвољавајући Доктору и Дони да побегну док су ентитети уништени. Враћајући се у уличицу из које су отишли, наилазе на Вилфреда, који им говори да је дошао крај света и тражи помоћ Доктора.                                                      |                    |                 |                |                                                                   |                    |                                 |
| 178 | 3                  | „Кикот”         | Чања Батон     | Расел Т. Дејвис                                                   | 9. децембар 2023.  | 6,85                            |
| Године 1925. у Сохоу, помоћник телевизијског проналазача Џона Логија Берда купује лутку у продавници играчака у власништву Творца Играчака. У данашње време, Творац Играчака изазива пустош широм света и суочава се са Доктором и Доном. Играјући другу игру против њега, Доктор губи, али пристају на тај-брејк меч. Доктор и Дона одлазе у UNIT, поново се удружују са Кејт Летбриџ-Стјуарт и Мел Буш и заједно откривају да Творац Играчака користи звук смеха скривен на свим екранима од појаве телевизије. Творац Играчака напада и смртно рани Доктора галванским снопом, што га доводи до „би-генерисања”, дозвољавајући Четрнаестом и Петнаестом Доктору да постоје истовремено. Два Доктора побеђују Творца Играчака у игри хватања и протерују га из постојања док он прети доласком својих легија. Тајанствена жена узима његов златни зуб који држи Господара заробљеним. Пре него што оде у свом ТАРДИС-у, нови Доктор ствара нови ТАРДИС за свог претходника који одлучује да се настани на Земљи са Доном и њеном породицом. |                    |                 |                |                                                                   |                    |                                 |

### Додатне епизоде
| Бр. еп. | Наслов             | Редитељ       | Сценариста      | Премијера          | Гледаност у Британији (милиони) |
| --- | ------------------ | ------------- | --------------- | ------------------ | ------------------------------- |
| 1 | „Одредиште: Скаро” | Џејми Донохју | Расел Т. Дејвис | 17. новембар 2023. | 3,77                            |
| У војној бази на планети Скаро, Даврос пре несреће се састаје са својим помоћником, господином Каставилијаном, како би му овај представио своју нову креацију, прототип Далека, иако га још увек није именовао. Када Даврос изађе са сцене, ТАРДИС се обруши на базу, одломивши Далекову канџу. Четрнаести Доктор, још увек збуњен враћањем свог старог лица, примећује штету коју је нанео и схвата да канџа припада Далеку. Затим, када је машину назвао „Далек” и захвалио што га није „истребио”, Доктор нехотице даје Каставилијану замисли и за име и за фразу. Доктор убрзо схвата да је заправо сведочио настанку Далека. Ужурбано замењује сломљену канџу гумом за отпушавање коју је пронашао у ТАРДИС-у, каже Каставилијану да се претвара да никада није био тамо и одлази. Након повратка, Даврос одобрава гуму. |                    |               |                 |                    |                                 |
| 2 | „Пут кући”         | TBA           | Оливер Џеферс   | 24. новембар 2023. | N/A                             |
| Четрнаести Доктор долази на Планету Приче за лаку ноћ и чита причу „Пут кући” Оливера Џеферса. У причи, дечак открива авион у свом орману и одлучује да лети њиме. Авиону понестаје горива усред лета и мора да слети на Месец. Након тога, свемирски брод Марсоваца такође је принуђен да слети на Месец због неисправног мотора. Након што открију њихово присуство, пар смишља начине да поправи обе своје машине. Дечак се враћа на Земљу и прикупља неопходне материјале, пре него што се врати на Месец пењући се на конопац који је Марсовац испустио са Месеца. Са поправљеним машинама, пар одлази својим путем и нешто касније дечак добија комуникациони уређај од Марсовца. Доктор прави поређења између свог живота и приче, пре него што оде.„Пут кући” је била епизода серијала „Приче за лаку ноћ” канала CBeebies.   |                    |               |                 |                    |                                 |

## Избор глумаца

### Главни ликови
Дејвид Тенант и Кетрин Тејт вратили су се у серију у оквиру специјала поводом 60. годишњице. Тенант је глумио Четрнаестог Доктора, нову инкарнацију која има сличан изглед као и Десети Доктор. Тејтова је поновила своју улогу Доне Нобл. Шути Гатва је дебитовао као Петнаести Доктор.

### Гостујући ликови
У специјалу „Звездана звер” појавили су се Џеклин Кинг и Карл Колинс, који су поновили своје улоге Донине мајке Силвије и Дониног супруга Шона Темпла, пошто су се последњи пут појавили у последњој причи Тенантовог мандата у улози Десетог Доктора, „Крај времена”. Јасмин Фини се појавила као Донина и Шонова ћерка Роуз. Миријам Марголис је давала глас Мипу, а Рут Медли се појавила као Ширли Ен Бингам.
У специјалу „Плава дивљина”, Бернард Крибинс се постхумно појавио у улози Вилфреда Мота док се Натанијел Кертис накратко појавио као Исак Њутн.
У специјалу „Кикот” је Нил Патрик Харис играо Творца Играчака, лика који је последњи пут виђен у епизоди „Коначни испит” (1966), кога је тада тумачио Мајкл Гоф. Џема Редгрејв и Бони Ленгфорд поновиле су своје улоге Кејт Стјуарт и Мел Буш. Кингова, Колинс, Финијева и Медлијева су поновили своје улоге из „Звездане звери”. Међу осталим глумцима у овој епизоди били су Чарли Де Мело као Чарлс Банерџи, Џон Мекеј као Џон Логи Берд и Александар Девринт као пуковник Кристофер Ибрахим.

## Продукција

### Развој
BBC је 29. јула 2021. објавио да ће Крис Чибнал, који је био извршни продуцент и директор серије од 2018, напустити серију након низа специјала из 2022. заједно са глумицом Џоди Витакер, која је била у улози Тринаестог Доктора. У саопштењу за штампу BBC-ја, Чибнал је цитиран како је рекао: „Желим нашим наследницима – кога год BBC и BBC Studios одаберу – да се забаве као што смо се ми забавили. Чека их посластица!” Пирс Венгер је први најавио будућност програма 25. августа 2021. када је рекао да ће предстојећа промена за серију бити „радикална”.
Дана 24. септембра 2021, BBC је објавио да ће се Расел Т. Дејвис вратити у серију као шоуранер пошто је од 2005. до 2010. био директор серије током времена Деветог и Десетог Доктора. Он је наследио Чибнала за 60. годишњицу серије 2023. и на даље. Дејвису се придружила продуцентска кућа Bad Wolf коју су основали бивша извршна продуценткиња Доктора Хуа Џули Гарднер и бивша шефица драмског одељења BBC-а Џејн Трантер. У октобру 2021. године објављено је да ће Sony постати већински власник Bad Wolf-а. Bad Wolf је преузео уметничку контролу над серијом почевши од специјала, а BBC Studios се усредсредио на успостављање серије као глобалног бренда.
Фил Колинсон, Гарднерова и Трантерова вратили су се у серију као извршни продуценти заједно са новопридошлим Џоелом Колинсом. Дејвис је до марта 2022. потврдио да је претпродукција почела у Bad Wolf студију у Кардифу. Тим Хоџис је монтирао специјале.

### Писање
Расел Т. Дејвис је написао сва три специјала, плус додатну мини епизоду за Децу у невољи 2023. године. У децембру 2021, око две године пре емитовања, Дејвис је потврдио да је „већ написао неке од епизода” и изјавио је за Radio Times у фебруару 2022. да проналази „потпуно нове начине причања прича који никада раније нису урађени”. Скот Хандкок је био уредник сценарија за специјале пошто је претходно радио на серијама Доктор Ху: Поверљиво и Авантуре Саре Џејн, а написао је, продуцирао, режирао и глумио у бројним Доктор Ху аудио драмама у продукцији Big Finish-а.

Схватио сам да треба написати трећи чин [за Доктора и Дону] и било је тако забавно писати га. На заиста једноставном нивоу, ради са двоје најбољих глумаца на свету. Ја их волим. Волим их као пријатеље. Волим њихово присуство. Заиста ме занима да гурнем Доктора и Дону у ствари које никада раније нису радили.

Расел Т. Дејвис
Уводна прича је адаптација Доктор Ху стрипа Звездана звер из 1980. године који су написали Пат Милс и Џон Вагнер, а нацртао га је Дејв Гибонс. „Звездана звер” укључује прво играно појављивање Мипа Бипа и Ратника Гнева. Дејвис је одлучио да адаптира овај стрип јер је био „изузетно забавна пустоловина са оштрином и озбиљном претњом”. Дејвис је рекао за Empire у октобру 2023. да је „требао да врати Дону у причу... што је значило поставку у Лондону, што је значило да се нешто ванземаљско спустило на врх Лондона, а ја сам аутоматски помислио да је Звездана звер најбољи начин да испричам ту причу”.
У октобру 2023. Дејвис је у једном интервјуу потврдио да ће кросовер епизода која ће укључивати једну од његових претходних серија, Ноли, бити у оквиру специјала као изненађење за публику. Поводом овога, касније је најављено да је Џон Мекеј добио улогу Џона Логија Берда у обе серије. У новембру 2023. Дејвис је изјавио у 372. броју часописа SFX да су три специјала три одвојене приче, за разлику од једне приче од три дела. На званичној пројекцији „Звездане звери” за штампу, Дејвис је описао први специјал као „одличан велики породични Пиксар филм, попут филма за празнике – цела породица може да га гледа, са пуно смеха, смешним чудовиштем”. Затим је описао „Плаву дивљину” као „мрачнију... али не страшну – заиста чудну”, а „Кикот” као „луд, потпуно махнит, застрашујући... који ће вас уплашити”.

### Снимање
Снимање специјала поводом 60. годишњице означило је промену локације студија, при чему је нови студио студио Bad Wolf преузео од студија Roath Lock место друштва за снимање, где је програм сниман од 2012. године. Промена је означила копродукцијски уговор између Bad Wolf-а и BBC Studios-а за серију. Bad Wolf је даље поднео захтев за нову филијалу коју такође воде Гарднерова и Трантерова, под називом „Whoniverse1 LTD”.
Главно снимање специјала почело је 9. маја 2022. године. Снимање ван студија одвијало се у Кемден Маркету, Њупорту, Бристолу и Кардифу. Продукција је завршена 26. јула 2022. године. Рејчел Талалеј се вратила да режира први специјал, Том Кингсли је режирао други, а Чања Батон трећи. Вики Дело и Крис Меј су продуцирали специјале уз копродукцију Елен Марш. Због нарушеног здравља, Крибинсова улога Вилфреда Мота је смањена, међутим, он је успео да сними своју сцену за крај епизоде „Плава дивљина” што му је био последњи наступ пре смрти 27. јула 2022, дан пошто је снимање специјала завршено. Непотписани двојник се нашао у улози Вилфреда у епизоди „Кикот”, у којој је коришћен архивски аудио снимак Крибинса из епизоде „Отровно небо” (2008).
Специјал За децу у невољи продуциран је 18. априла 2023, а режирао га је Џејми Донохју. Шестоделна мини-серија Приче о ТАРДИС-у снимана је током шест дана у студију Bad Wolf од 25. до 30. септембра 2023, у режији Џошуе М. Г. Томаса.

### Музика
Дана 20. јула 2022. Сегун Акинола, који је био композитор серије од 2018, потврдио је да се неће вратити за специјале поводом 60. годишњице. Дана 24. априла 2023. BBC је објавио да ће се Мареј Голд, композитор серије од 2005. до 2017. године, вратити за специјале за 2023. и четрнаести серијал. Специјали садрже нову варијанту музике уводне шпице коју је уживо извео BBCјев велшки национални орекстар као део Музичке прославе поводом 60. година Доктора Хуа, а која је званично објављена 12. октобра 2023. године.

## Издања

### Промоција
Дана 23. октобра 2022. године, први тизер трејлер је приказан на каналу BBC One после специјала „Моћ Доктора”. Тада је потврђено да ће Дејвид Тенант играти Четрнаестог Доктора у три специјала, а Шути Гатва би га потом наследио као Петнаести Доктор. Такође је откривено да ће специјали почети да се емитују у новембру 2023. године. Дејвис је најавио „још много изненађења ускоро”, додајући да ће годишњица бити „препуна мистерије, ужаса, робота, лутака, опасности и забаве!”. Нови лого је откривен 25. октобра 2022. заједно са најавом да ће специјали бити премијерно приказани на стриминг платформи Disney+ ван Велике Британије и Ирске. Гатва се појавио у емисији Уживо са Кели и Рајаном у Сједињеним Државама да би објавио ове вести пред медијима.
Дана 25. децембра 2022, други тизер трејлер је приказан на каналу BBC One након божићног специјала Дођите строго на плес. Дејвис је рекао да желе да испоруче „диван мали божићни поклон” и обећао да ће „2023. бити година побуне Доктора Хуа!” Трејлер је такође понудио прве погледе на Мипа и Ратнике Гнева.
Дана 7. марта 2023. објављено је да ће се Тенант, који је био главни водитељ Comic Relief-а 2023, појавити током скеча на телетону у костиму Четрнаестог Доктора како би промовисао специјале. Емисија је почела 17. марта скечом у коме се Лени Хенри регенерише у Тенантовог Четрнаестог Доктора.
У раздобљу од две недеље између априла и маја 2023, три загонетна тизера са обрнутим аудио и бинарним кодовима прекинула су програме на каналу BBC One, што је довело до трећег трејлера приказаног на истом каналу пре финала Песме Евровизије 2023. 13. маја, откривајући наслов сваког специјала. Дејвис је рекао да су наслови „само почетак Докторове највеће пустоловине до сада”. Дана 18. јула 2023. објављени су нови постери ликова Четрнаестог Доктора, Доне Нобл, Петнаестог Доктора и његове сапутнице Руби Сандеј. Сонични шрафцигер Четрнаестог Доктора је затим откривен 19. јула у једноминутном видео снимку пре него што су реплике постале доступне за куповину на интернету. Издање шрафцигера и плакати су се поклопили са изложбеним сајмом Доктора Хуа на Сан Дијего Комик Кону 2023, иако званичан панел није одржан.
Дана 23. септембра 2023, нови трејлер је приказан на каналу BBC One пре прве емисије уживо Дођите строго на плес. Објављен је званични плакат, а Дејвис је рекао да обожаваоци „улазе у новембар пун изненађења Доктора Хуа”. Дана 25. октобра 2023. званично су објављени датуми објављивања три специјала, уз објављивање плаката за сваки специјал. Да би се поклопио, Disney+ је објавио своју варијанту трејлера како би промовисао специјале.
Представљање за штампу и пројекција специјала „Звездана звер” одржана је 6. новембра 2023. у електрани Батерси у Лондону, са новим плакатом. BBC iPlayer је лансирао посебан Доктор Ху програм, у коме је Четрнаести Доктор довео у питање повратак Доне и свог старог лица. Интерактивни изазов „Изабери свој лик” објављен је на TikTok-у BBC iPlayer-а, који је открио неке невиђене исечке из „Звездане звери”. Посебна мини-епизода приказана је током специјала За децу у невољи 2023. 17. новембра.

### Емитовање
Специјали су премијерно емитовани од 25. новембра до 9. децембра 2023. године, обележавајући 60. годишњицу серије. Специјали су такође биле прве епизоде серије који су премијерно приказане на међународном нивоу на платформи Disney+. Као и претходне епизоде, емитоване су на каналу BBC One и BBC iPlayer-у у Уједињеном Краљевству. Партнерство за пренос између BBC-ја и Disney Branded Television-а најављено је у октобру 2022. године, а Дејвис је додао да је циљ да се „покрене ТАРДИС широм планете, освајајући нову генерацију обожавалаца, док наш уобичајени дом чврсто остаје BBC у Уједињеном Краљевству”.

### 60-огодишњица

#### Телевизијска поновљена издања
Уочи годишњице, BBC је ослободио права да дозволи више од 800 епизода програма Доктора Хуа — укључујући епизоде из класичне и оживљене серије, Торчвуда, Авантура Саре Џејн, Класе и Доктор Ху: Поверљиво — као део своје iPlayer понуде од 1. новембра 2023. године. Епизоде су укључивале нове могућности приступачности, укључујући преводе, аудио опис и знаковни језик. Издавање ових епизода не укључује први серијал Доктора Хуа, Ванземаљско дете (1963), због непостојања договора између BBC-ја и сина покојног сценаристе серије, Ентонија Коберна. BBC је користио „Хуниверзум” као збирно име за све програме.
Маратон четвртог серијала у ком су глумили Тенант и Тејтова одржан је 4. новембра. Дана 23. новембра, BBC Four је емитовао 75-минутну варијанту Далека (1963) са новим дизајном звука и партитуром Марка Ајреса. Након тога је уследила реприза Авантуре у простору и времену (2013) са завршетком у којем се сада појављује Гатва који је заменио Мета Смита. Авантура у простору и времену је додатно измењена за поновно емитовање при чему је дијалог из Ванземаљског детета избачен из изворне продукције због истог недостатка договора који је спречио да Ванземаљско дете буде део издања програма Хуниверзума на iPlayer-у. Потпуно анимирано издање Небеског творца играчака које користи изворне саундтрек снимке планирано је за издавање на DVD и Blu-ray форматима.

#### Приче из ТАРДИС-а
Прва изворна серија „Хуниверзума”, Приче из ТАРДИС-а, објављена је на BBC iPlayer-у 1. новембра 2023, што се поклопило са лансирањем „Хуниверзума”. Серијал од шест делова је садржао омнибус варијанте класичних прича Доктора Хуа испуњене новим сценама које приказују Докторе из класичне ере и сапутнике који се сећају својих пустоловина.

#### За децу у невољи
Посебна петоминутна епизода под називом „Одредиште: Скаро” емитована је током телетона За децу у невољи 2023. 17. новембра 2023. године. У њој се појавио Тенант као Четрнаести Доктор заједно са Маваном Ризваном у улози господина Каставилијана и укључивао је повратак Давроса (Џулијан Блич) и првог Далека.

#### Ослобођење Далека
Часопис Доктор Ху је издао стрип пустоловину од 14 делова под називом Ослобођење Далека која је урађена да премости јаз између „Моћи Доктора” и „Звездане звери”. Прича је канонски означена као прва званична пустоловина Четрнаестог Доктора искључиво за часопис Доктор Ху. Прича је трајала од 10. новембра 2022. (број 584) до 9. новембра 2023. (број 597).

#### Документарни филмови
У оквиру обележавања годишњице најављена су три ТВ документарна филма. Први, Разговор са Доктором Хуом који је презентовао Тенант, приказује историју класичног доба серије. Емитован је 1. новембра 2023. на каналу BBC Four. Други, Доктор Ху: 60 година тајни и скандала, открива мноштво прича са снимања класичне серије. Емитован је 25. новембра 2023. на каналу Channel 5. Трећи, Расел Т. Дејвис: Доктор Ху и ја, у танчине описује Дејвисов повратак на место директора серије. Емитован је 18. децембра 2023. на каналу BBC One.

#### Радио и аудио драме
Дана 23. новембра 2022. године, компанија Big Finish Productions је најавила специјалну аудио драму поводом 60. годишњице која укључује Докторе од Четвртог до Десетог под називом Једном и будућност, која је излазила сваког месеца између маја и октобра 2023, а додатно издање долази у новембру 2024. године.
BBC Radio и BBC Sounds емитовали су бројне посебне програме крајем 2023. у знак сећања на серију. Први је Доктор Ху у шездесетој: Музичка прослава на станици BBC Radio 2, специјалном унапред снимљеном концерту у октобру који је укључивао музику из читаве савремене ере серије, укључујући прво искључиво извођење тематске мелодије из 2023. године. На концерту су такође гостовали Дејвис и бивши директори серије Стивен Мофат и Крис Чибнал. Дводелни документарни филм под називом Ко смо ми: Доктор Ху? је емитован на станици BBC Radio 2 21. и 22. октобра. У оквиру раздобља годишњице, BBC Radio 2 је емитовао серију епизода Мој живот на касети са неколико бивших и садашњих чланова Доктора Хуа, међу којима су били Питер Дејвисон, Николас Бригс, Силвестер Мекој, Бони Ленгфорд, Џенет Филдинг, Софи Алдред и Рут Медли, као и композитор Витакерине ере Сегун Акинола. Тридесетоминутни документарац под називом Доктор Ху: Године дивљине емитован је 19. новембра на станици BBC Radio 4. Два специјала емитована су на станици  23. новембра; документарац који истражује однос серије са Велсом у специјалу Доктор Ху: Велшка веза и Хју Стивенс који представља омаж музици Доктора Хуа у Доктору Хјуу. Мареј Голд је на станици  23. новембра водио једносатни програм под називом Мареј Голд: Налажење правих нота.

#### Мултиплатформска прича
Дана 20. марта 2023. објављена је мултиплатформска прича под називом Дан Пропасти у којој се Суз Кемпнер нашла у главној улози Пропасти, „највећег убице у свемиру”. Догађај је покренут у јуну 2023. путем продукција кроз Доктор Ху дигиталне канале, Penguin Random House, часопис Доктор Ху, Titan Comics, Big Finish Productions, BBC Audio и East Side Games, а завршен је у октобру исте године.

### Доктор Ху: Обелодањено
Специјали поводом 60. годишњице били су пропраћени лансирањем серијала Доктор Ху: Обелодањено, пратећих епизода са снимања на каналу BBC Three. Усвајајући сличан формат као Доктор Ху: Поверљиво, Обелодањено прати сваку нову епизоду Доктора Хуа са 30-минутном наставком коју води водитељ Newsbeat-а, Стефан Пауел. Емисија је најављена 27. септембра 2023. након што су се тачни извештаји о емисији појавили претходне године.
Петнаестоминутна уводна епизода објављена је на BBC iPlayer-у са одломком који је емитован током специјала За децу у невољи 2023. 17. новембра који покрива прављење специјала За децу у невољи.

## Пријем
На веб локацији за прикупљање рецензија Rotten Tomatoes, специјали имају рејтинг одобравања од 96% на основу 57 критичара. Први специјал има рејтинг одобравања од 93%, док преостала два имају по 100%.